# 布倫斯維爾
布倫斯維爾是一個位於美國愛荷華州普利茅斯縣的城市。

## 地理
布倫斯維爾的座標為42°48′33″N 96°16′07″W / 42.80917°N 96.26861°W，而該地的平均海拔高度為386米（即1266英尺）。

## 人口
根據2010年美國人口普查的數據，布倫斯維爾的面積為0.62平方千米，當中陸地面積為0.62平方千米，而水域面積為0.00平方千米。當地共有人口151人，而人口密度為每平方千米243人。